# Jean-François Niceron
Jean-François Niceron (París, 5 de julio de 1613 - Aix-en-Provence, 22 de septiembre de 1646) fue un fraile francés de la Orden de los Mínimos, conocido por sus contribuciones en el campo de la óptica.

## Biografía
Desde muy temprana edad, Niceron mostró un gran interés por las matemáticas. A la edad de 19 años, Niceron ingresó a la orden de los Mínimos. 
Niceron también fue un artista, con un interés particular en el uso de la anamorfosis  en el arte religioso. Niceron llegó a conocer a los principales científicos de Francia, Italia y Alemania, como Pierre Fermat, René Descartes, Bonaventura Cavalieri y Atanasio Kircher, y estaba al tanto de los últimos desarrollos teóricos. Con la intención de encontrar una solución científica a los problemas presentados por la perspectiva, Niceron desarrolló los algoritmos geométricos para producir arte anamórfico y en 1638, a la edad de 25 años, publicó un tratado titulado La curiosa perspectiva, o la magia artificial de efectos maravillosos ((en francés): La perspective curieuse, ou magie artificielle des effets merveilleux).
A medida que varias sociedades científicas se formaron a principios de la década de 1630, Niceron se convirtió en un miembro del Círculo de Mersenne, llamado así por el nombre de su mentor, Marin Mersenne. Su conexión con estas sociedades condujo a asociaciones con algunos de los principales intelectuales de París y Roma. Estas relaciones con el mundo académico lo ayudaron a mantenerse al día con los avances intelectuales. Siguió de cerca la óptica y la geometría, y utilizó este conocimiento para crear algunas pinturas anamórficas por las que actualmente es conocido.
Niceron falleció a la edad de 33 años en Aix-en-Provence, el 22 de septiembre de 1646.